# Santa Eufémia de Prazins
Santa Eufémia de Prazins es una freguesia portuguesa del concelho de Guimarães, con 2,51 km² de superficie y 1.274 habitantes (2001). Su densidad de población es de 507,6 hab/km².